# Грёзы (телесериал)
«Грёзы» (англ. Reverie) — американский научно-фантастический драматический телесериал. Шоу было утверждено 12 мая 2017 года. Первый сезон из 10 эпизодов стартовал 30 мая 2018 года на телеканале NBC.
6 ноября 2018 года сериал был закрыт после одного сезона.

## Сюжет
Бывший переговорщик Мара Кинт, эксперт по человеческому поведению, принимает предложение работы по спасению людей, чей разум «застрял» в передовой технологии виртуальной реальности под названием «Грёзы». В процессе работы Кинт снова переживает собственный трагический случай из прошлого.

## В ролях

### Основной состав
- Сара Шахи — Мара Кинт, эксперт по человеческому поведению и бывший переговорщик по заложникам, нанятый Onira-Tech, чтобы действовать в интересах пациентов, оказавшихся в «Грёзах»[8]. Потеряв свою сестру и племянницу во время стрельбы, она также использует «Грёзы» как средство борьбы с виной, которую чувствует за то, что не смогла спасти их.
- Деннис Хэйсберт — Чарли Вентана, бывший полицейский и прежний начальник Мары. Будучи старшим консультантом по безопасности и операционным менеджером Onira-Tech, он ответственен за её привлечение в проект «Грёзы»[9].
- Джессика Лу — Алексис Барретт, программист-интроверт и основатель компании Onira-Tech, чьи исследования составляют основу «Грёз». Она также создала Дилана, искусственный интеллект, который управляет системами Onira-Tech и основан на образе её умершего брата[10].
- Сендхил Рамамурти — Пол Хэммонд, учёный-онейролог и разработчик прототипа 2.0, версии «Грёз», которую Onira-Tech подготавливает к публичным продажам[10].
- Кэтрин Моррис — Моника Шоу, чиновник из Министерства обороны США заинтересованный в использовании «Грёз» для правительственных целей, также случайный союзник Чарли и Мары[11].

### Второстепенный состав
- Джон Флетчер — Оливер Хилл, бывший партнёр Алексис в компании Onira-Tech, утверждающий, что в «Грёзах» присутствует системная ошибка[12].
- Мадлен МакГроу — Бринн, племянница Мары, которая была убита её неуравновешенным отцом. Она появляется как галлюцинация, вызванная использованием её тетей «Грёз»
- Сэм Джагер — доктор Крис Кондера, психотерапевт и бывший возлюбленный Мары, пока она не рассталась с ним после убийства её семьи.

## Эпизоды
| № | Название                                                   | Режиссёр               | Автор сценария                    | Дата премьеры  | Зрители в США (млн) |
| --- | ---------------------------------------------------------- | ---------------------- | --------------------------------- | -------------- | ------------------- |
| 1 | «Откройся» «Apertus»                                       | Жауме Кольет-Серра     | Микки Фишер                       | 30 мая 2018    | 2.88                |
| К бывшему переговорщику Маре Кинт обращается её бывший босс Чарли Вентана с предложением о работе: его работодатель, компания Onira-Tech, разработала сложный симулятор виртуальной реальности под названием «Грёзы», способный воссоздать самые глубокие желания или воспоминания любого человека. Тем не менее, ряд людей, которые тестировали симулятор, стали зависимыми от него, в результате чего они попадают в кому, а их разум постепенно попадает в ловушку «Грёз». Основываясь на опыте Мары, Чарли просит её войти в «Грёзы» и убедить пострадавших добровольно вернуться в реальный мир. Первый подверженный, Тони Лентон, поместил себя в реальность, где его покойная жена Наоми жива, и отказывается выходить, пока Мара не раскрывает его вину, которую он испытывает за несчастный случай, убивший Наоми и использует свой собственный опыт неспособности спасти свою сестру Джейми и племянницу Бринн от жестокого мужа Джейми, чтобы убедить его отпустить свою жену и вернуться к реальной жизни. Вернувшись домой, Мара выбрасывает алкоголь и таблетки, которые она использовала, чтобы заглушить собственное чувство вины, но затем перед ней внезапно появляется галлюцинация Бринн.                   |                                                            |                        |                                   |                |                     |
| 2 | «Бонд. Джейн Бонд.» «Bond. Jane Bond.»                     | Майкл Катлман          | Том Зенгиорги                     | 6 июня 2018    | 2.22                |
| У Мары появляется новый пациент: Рэйчел Кауфман, которая страдает редким пороком сердца и которая подрабатывает секретным агентом в своей симуляции; Пол объясняет, что реальность Рэйчел структурирована как видеоигра. Он также сообщает Маре, что имплантат, который позволяет ей входить в «Грёзы», может вызвать побочные эффекты, в том числе галлюцинации Бринн. Когда состояние Рейчел ухудшается, Мара возвращается и узнаёт, что та охотится за преступником по имени Вейтер. Однако, когда она настаивает на ответах, Рэйчел заставляет её уйти под дулом пистолета. Посредством исследований Мара строит теорию, что Вейтер (нем. Vater — отец) на самом деле является воплощением отца Рэйчел, созданного «Грёзами» из её внутренних желаний, и она просит Чарли найти его. Вейтер не может ответить ни на один из вопросов Рэйчел, что в конце концов, наконец, убеждает её покинуть «Грёзы». Чарли находит очевидца, который сообщает Рэйчел местонахождение её отца, и она воссоединяется с его семьей. Мара снова видит галлюцинацию Бринн и решает попытаться взаимодействовать с ней. |                                                            |                        |                                   |                |                     |
| 3 | «Нет больше Мистера Славного Парня» «No More Mr. Nice Guy» | П. Дж. Пеше            | Кен Вудрафф                       | 13 июня 2018   | 2.32                |
| Мара пытается сблизиться с Бринн, хотя она не уверена в своём здравом рассудке. Женщина по имени Энни Халло угрожает подать иск против Onira-Tech за чрезмерное использование «Грёз» её мужем, Нейтом. Мара погружается в «Грёзы» и обнаруживает, что Нейт бросил Энни ради преступной жизни. Подозревая, что у него есть причина не уходить, Мара обнаруживает, что что-то заточило его внутри «Грёз» и не позволяет ему уйти. Пол приводит её в своё сознание, показывая, что программа способна учиться и развиваться на основе скрытых желаний пользователей, даже воссоздавать людей на основе воспоминаний. Алексис трудится над предстоящей презентацией для инвесторов Onira-Tech, а Мара помогает ей переосмыслить свою подачу. Чарли выслеживает грабителя, с которым однажды столкнулся Нейт, но полиция требует, чтобы Нейт лично опознал его. Мара убеждает его выйти, и он опознаёт этого человека, наконец, победив свой страх перед ним. Мара уверяет Чарли, что её галлюцинации о Бринн безвредны. Позже той же ночью, во время посещения места убийства своей семьи, Мара оказывается в воображаемом мире. |                                                            |                        |                                   |                |                     |
| 4 | «Синий — самый холодный цвет» «Blue Is the Coldest Color»  | Мэтт Эрл Бисли         | Дэвид Шулнер                      | 20 июня 2018   | 1.79                |
| Мару чуть не сбил грузовик; человек спасает её и представляется Оливером Хиллом, бывшим соучредителем Onira-Tech. Он объясняет, что её состояние — это «дереализация», непреднамеренный побочный эффект имплантата, и что его бывший партнер скрывает правду о своей работе. Пол, Чарли и Алексис, в свою очередь, описывают Оливера как неуравновешенного и параноика, и предупреждают Мару, что тот пытается манипулировать ею. Некоторые технологии «Грёз» были украдены и проданы Гленну Майбаху, программисту с тяжёлым ОКР, который планирует использовать их, чтобы подготовиться к проникновению в фармацевтическую компанию для кражи лекарства, необходимого для спасения своего друга Куинси. Чарли выслеживает Оливера, который требует восстановления в Onira-Tech; Чарли отказывается и предупреждает того держаться подальше от Мары. Шоу убеждает президента фармацевтической компании зарегистрировать Куинси в качестве испытуемого нового лекарства в обмен на то, что Гленн «протестирует» их меры безопасности. Алексис рассказывает, что она выгнала своего бывшего партнёра из компании, когда он попытался поджечь её дом; тем временем Оливер подкупает охранника, чтобы получить доступ к имплантату. |                                                            |                        |                                   |                |                     |
| 5 | «Глубокий сон» «Altum Somnum»                              | Дэвид Шульнер          | Эрика Грин Сваффорд               | 27 июня 2018   | 1.83                |
| Неопознанный террорист, «Сайлас», взрывает бомбу в здании Меркодин, убив при этом 63 человека; Шоу просит Мару погрузиться в сознание смертельно раненной жертвы Дениз Ланг, чтобы попытаться идентифицировать Сайласа, прежде чем совершатся новые атаки. Несмотря на риск того, что Мара может оказаться в ловушке, если Дениз умрёт, Пол частично восстанавливает её сознание, чтобы та помнила день взрыва. Однако затем Шоу узнаёт, что «Дениз» — самозванка; её настоящая личность — сообщница Сайласа, Эшли Трент. Чтобы научить Алексис быть более ответственной, Чарли берёт её с собой допросить другого помощника Сайласа, Эдит Леонард, но та убивает себя вместо разговора. Мара маскируется под Эдит, чтобы завоевать доверие Эшли, но состояние той ухудшается. Понимая, что её сознание создаёт альтернативную реальность как убежище внутри её восстановленного сознания, Мара сталкивает Эшли с правдой о том, что Сайлас манипулировал ею. За секунды до конца жизни, Эшли рассказывает где находится вторая бомба, а Мара едва успевает убежать, прежде чем разум Эшли разрушился. ФБР удаётся обезвредить бомбу, а Шоу и команда Onira-Tech празднуют победу.                                              |                                                            |                        |                                   |                |                     |
| 6 | «Па-де-де» «Pas de Deux»                                   | Эрика Грин Сваффорд    | Джулия Вольф                      | 11 июля 2018   | 2.19                |
| 7 | «Чёрная мандала» «The Black Mandala»                       | Дэйзи фон Шерлер Майер | Маргарет Роуз Лестер              | 18 июля 2018   | 1.68                |
| 8 | «Прощание» «Despedida»                                     | Мелани Майрон          | Эрика Грин Сваффорд и Кен Вудрафф | 25 июля 2018   | 2.08                |
| 9 | «Ключ» «The Key»                                           | Кеннет Финк            | Том Сентгьерджи                   | 1 августа 2018 | 2.10                |
| 10 | «Исходная точка» «Point of Origin»                         | Венди Станцлер         | Микки Фишер                       | 8 августа 2018 | 1.92                |

## Критика
«Грёзы» получил оценку 62 % на сайте Rotten Tomatoes основываясь на 13 отзывах, и 42 на сайте Metacritic, который использует взвешенный балл, основанный на 7 отзывах.
В статье для IndieWire Хан Нгуен сравнивает шоу с более мрачным сериалом «Чёрное зеркало»: 
| | Сеттинг виртуальной реальности — это пустой холст, приглашающий в игру, а процедуральный элемент, когда Мара регулярно спасает потерянные души придаёт сериалу оптимистичный и обнадёживающий настрой. Здесь много веселья, но с достаточным пафосом, чтобы добавить вес. |  | The virtual reality setting is a blank canvas that invites play, and the procedural element of Mara regularly retrieving lost souls gives the series an optimistic and hopeful bent. There’s plenty of fun here, but with enough pathos to add weight. |  |
| Nguyen, Hanh (30 мая 2018). News Film TV Awards Toolkit More 'Reverie' Review: This 'Black Mirror'-Lite NBC Drama Is a Dazzling and Poignant Summer Diversion. | |  | |  |

Напротив, Ади Робертсон из The Verge, которая также сравнивает шоу с «Чёрным зеркалом», осталась холодна к широко оптимистичному тону: 
| | Зрители познакомились с такого рода предостерегающей басней, где технологии предлагают одинокий симулякр человеческого общения. Но пилотная серия „Грёз“ поворачивает идею к оптимизму и сентиментальщине — с весьма скучным итогом. |  | Audiences have gotten familiar with this kind of cautionary yarn, where technology offers a lonely simulacrum of human contact. But Reverie’s pilot turns the idea toward optimism and earnest schmaltz — with extremely dull results. |  |
| Robertson, Adi (30 мая 2018). NBC's new VR thriller Reverie is a schmaltzy take on techno-dystopia. The Verge. | |  | |  |

Шана Онейл, разместившая пост на /Film, была впечатлена предпосылкой, сюжетом и актёрским мастерством, но также отметила — отсутствие точного научного обоснования является потенциальной проблемой: 
| | Идеи там, безусловно, есть, наряду с жуткой научной технологией (настоящий модуль для подключения к „Грёзам“ вызвал у меня отвращение), но хорошей научной фантастике нужна правда, чтобы закрепиться. |  | The ideas are certainly there, along with the creepy science tech (the actual Reverie connection module squicked me out), but good science fiction needs truth to anchor it. |  |
| Oneil, Shana. ‘Reverie’ Dreams Big, But NBC’s New Science Fiction Series Needs to Find Its Feet. /Film. | |  | |  |